# Beeldvlak (beeldende kunst)
Het beeldvlak is in de beeldende kunst de ruimte waarin beeldelementen worden geplaatst en het is slechts op dat ogenblik dat er spanning optreedt tussen de verschillende elementen enerzijds en de begrenzing anderzijds. Meestal is dat een stuk linnen, papier of een paneel. Het beeldvlak is steeds begrensd. Het gebruikmaken van de spanning tussen begrenzing en inhoud wordt bij fotografie en film aangeduid als kadreren.